# Anthony Fokker
Anton Herman Gerard Fokker (Kediri, 6 aprile 1890 – New York, 23 dicembre 1939) è stato un pioniere dell'aviazione e imprenditore olandese naturalizzato statunitense.
Fondatore dell'omonima azienda Fokker, costruttrice di aerei, fu progettista e pilota aeronautico, a soli 20 anni costruì il suo primo aereo. Soprannominato l'Olandese volante, realizzò alcuni tra i migliori aerei civili e militari dell'epoca, tra i quali il triplano del leggendario Barone Rosso. Morì a causa di una meningite batterica a 49 anni.

## Biografia

### I primi anni
Anthony (Tony) Fokker nacque a Kediri, Giava Orientale, nell'attuale Indonesia, al tempo Indie orientali olandesi, dove suo padre, Herman Fokker, possedeva una piantagione di caffè. Quando Antony ebbe 4 anni, la famiglia ritornò nei Paesi Bassi e si stabilì ad Haarlem per impartire a Tony e alla sua sorella maggiore, Toos, un'educazione attenta ai costumi olandesi. Tony, però, non si dedicava molto allo studio, preferiva piuttosto giocare con modellini di treni e motori a vapore, tanto che non proseguì i suoi studi nella scuola superiore. Fin dai primi anni dimostrò altri interessi, inventò, infatti, uno pneumatico anti-foratura, ma l'invenzione era già stata brevettata.

### L'esperienza in Germania

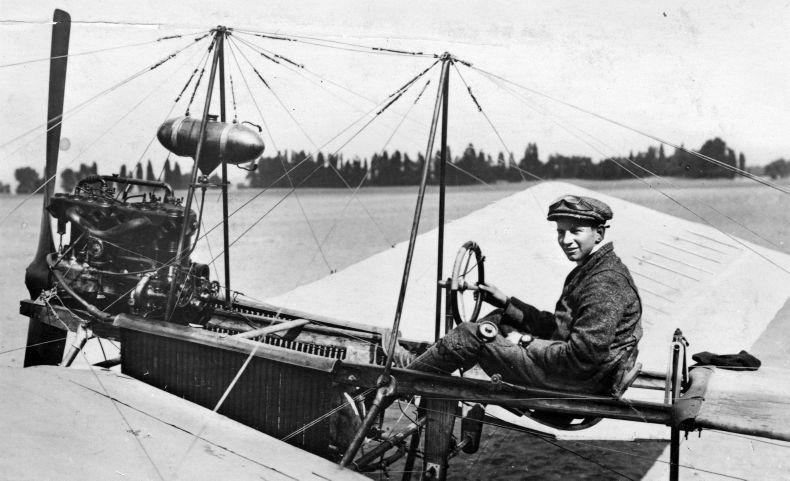
Anthony Fokker ai comandi del suo "Spin" nel 1911

Durante l'estate e l'autunno del 1908, i primi voli effettuati in Francia da Wilbur Wright, co-inventore dell'aereo, destarono l'interesse del giovane Fokker Nel 1910, all'età di 20 anni, suo padre decise di mandarlo in Germania per un apprendistato da meccanico automobilistico, ma Anthony sembrava essere attratto solo dal volo e si applicò in una scuola di aviazione di proprietà dell'ingegnere Jacob Goedecker, dove decise di costruire un proprio aereo, il de Spin ("il Ragno"), che vide la luce nello stesso anno. L'aereo si schiantò poi contro un albero, alla guida di un suo maldestro compagno.
Fokker acquisì la licenza di pilota, costruendo, grazie ai soldi che il padre gli aveva spedito, un secondo modello dello Spin. Nel suo paese assunse notorietà, volando il 31 agosto 1911, a bordo di un nuovo Spin, intorno alla torre di Chiesa di San Bavo, nella sua città di Haarlem e durante i festeggiamenti del compleanno della regina Guglielmina. Nel 1912 fondò la Fokker Aeroplanbau, una piccola fabbrica di aerei a Johannisthal nei pressi di Berlino. Negli anni successivi, costruì diversi modelli, e da pilota partecipò con essi a vari show aerei, costantemente preoccupato dalle difficoltà finanziarie. Fokker aprì un nuovo stabilimento a Schwerin, sempre in Germania, e rinominò la sua compagnia in Fokker Flugzeugwerke GmbH, in seguito abbreviata in Fokker Werke GmbH.

### Durante la prima guerra mondiale

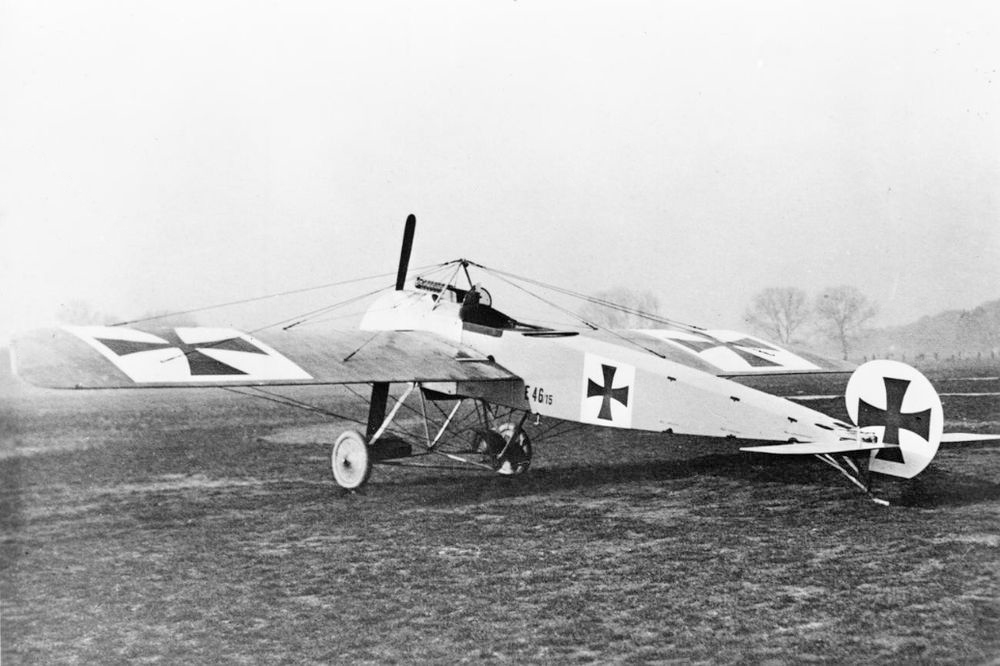
Un Fokker Eindecker E.I nel 1915

Allo scoppio della prima guerra mondiale, il governo tedesco prese il controllo della fabbrica, ma Fokker ne rimase sempre il dirigente e continuò a progettare altri aerei per l'aviazione Imperiale tedesca (Luftstreitkräfte), tra i quali la serie dei Fokker Eindecker ed il Fokker Dr.I, il triplano reso famoso dalle gesta dagli assi tedeschi come Manfred von Richthofen, più noto come il Barone Rosso. Complessivamente, la sua azienda fornì circa 700 aerei militari alla forza aerea tedesca.
Fokker stesso fu un buon pilota, provando in numerose occasioni i suoi aerei con voli dimostrativi. Nel 1915 si trovò a collaborare strettamente con Otto Parschau, un asso dell'aviazione militare tedesca, per convertire il Fokker Eindecker ad uso militare. Il 13 giugno 1915, entrambi volarono con il nuovo apparecchio a Stenay, nel settore di fronte di competenza della 5ª Armata tedesca, alla presenza del Principe ereditario tedesco Guglielmo di Prussia e di altre personalità. Max Immelmann, che in seguito divenne anch'esso un asso pilotando l'Eindecker, commentò in una lettera scritta poco dopo questo evento che: "Fokker, in particolare, ci ha stupiti con la sua abilità".

### Lo sparo sincronizzato

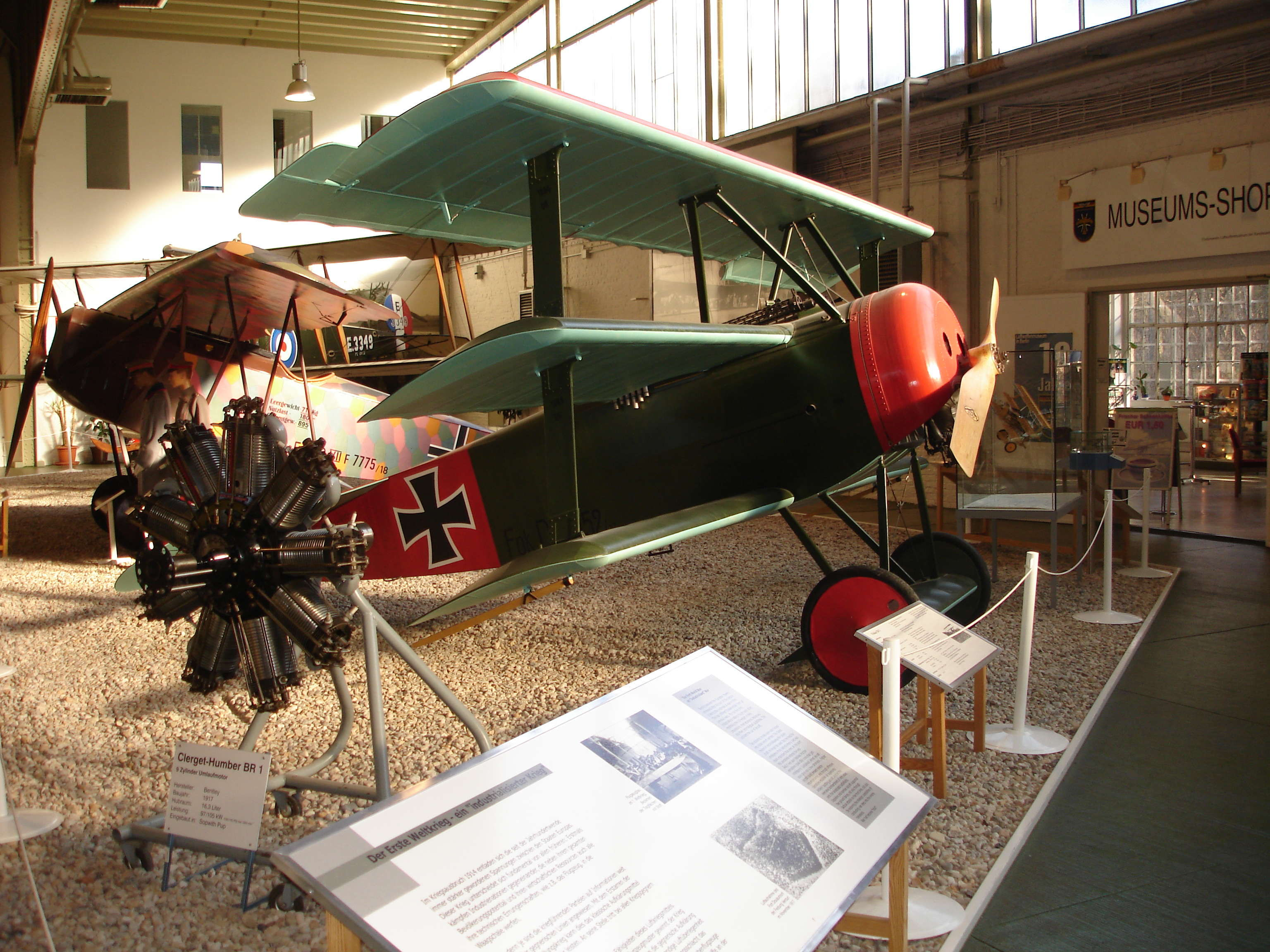
Una riproduzione del Fokker Dr.I conservato al Luftwaffenmuseum a Gatow vicino a Berlino

Fokker è stato spesso accreditato dell'invenzione del dispositivo di sincronizzazione che consentì agli aerei utilizzati nella Prima guerra mondiale di sparare attraverso l'elica senza colpirla. Il suo ruolo fu certamente significativo, ma avvennero una serie di sviluppi prima che il risultato fosse brillantemente raggiunto da Fokker. Il famoso pilota francese Roland Garros, abbattuto il 18 aprile 1915, incendiò la cellula del velivolo prima di essere fatto prigioniero, ma la mitragliatrice ed il propulsore rimasero intatti e caddero in mano tedesca. Il suo aereo era munito di un'elica a cui erano stati applicati dei cunei deflettori.
Questo ritrovamento avviò, nella Luftstreitkräfte, una fase di riflessione sul concetto di dispositivo di sincronizzazione dell'interruttore della mitragliatrice e Fokker ne fu fortemente coinvolto, ma la storia del concepimento, sviluppo e installazione di un dispositivo di sincronizzazione in un periodo di 48 ore, come si legge in una biografia autorizzata di Fokker scritta nel 1929, è stato dimostrato non essere vera. Ci sono prove che il dispositivo di sincronizzazione venne sviluppato dall'azienda di Fokker per almeno sei mesi prima della cattura dell'aereo di Garros. Tuttavia, il risultato finale dello sviluppo divenne il meccanismo a camme di Fokker, Gestängesteuerung, che permise al velivolo con mitragliatrice posta anteriormente di sparare solo quando le pale dell'elica del motore erano fuori della linea del fuoco. Il dispositivo integrato nel celebre Fokker Eindecker generò una fase di superiorità aerea tedesca, nota come il Flagello di Fokker.

### Il ritorno nei Paesi Bassi

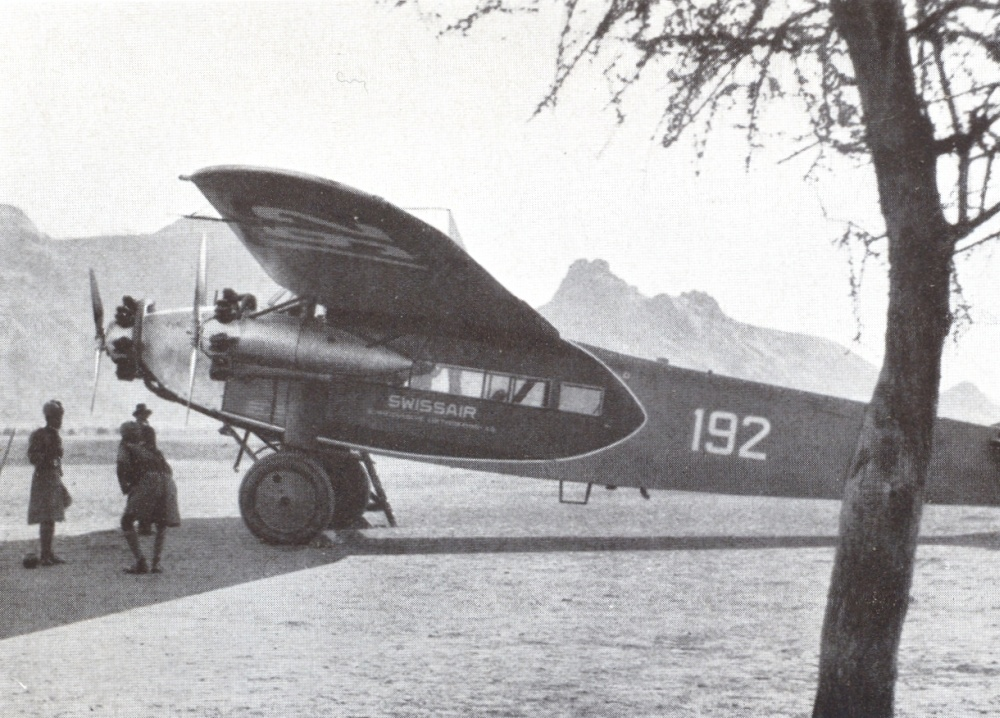
Un Fokker F.VII Trimotor della Swissair nel 1934

Dopo la fine della guerra, le condizioni del Trattato di Versailles impedivano alla Germania di costruire qualsiasi aereo o motore per aeromobile. Nel 1919 Fokker tornò nei Paesi Bassi e avviò una nuova società, la Nederlandse Vliegtuigenfabriek (Fabbrica Olandese di Aeroplani), antesignana della Fokker Aircraft Company.
Nonostante le rigide condizioni di disarmo nel trattato, Fokker non tornò a casa a mani vuote ma riuscì a portare con sé, attraverso il confine tedesco-olandese, un intero treno di aerei militari D.VII e C.I e parti di ricambio. Questo stock iniziale gli permise di avviare rapidamente l'attività, anche se il governo olandese esitò comunque ad acquistare gli aerei di Fokker, che decise di venderli alla Russia.
Il suo primo stabilimento lo aprì ad Amsterdam negli hangar della mostra ELTA del 1919, successivamente aprì una seconda fabbrica negli Stati Uniti. La sua attenzione si spostò dagli aerei militari agli aeromobili civili come testimonia il grande successo del trimotore Fokker F.VII, che lo fece diventare il più grande produttore di aerei civili degli anni venti. Il 25 marzo 1919, Fokker sposò ad Haarlem Sophie Marie Elisabeth von Morgen, con cui rimase coniugato per quattro anni.

### Negli USA e la morte
Nel 1922 si trasferì negli Stati Uniti e in seguito divenne cittadino americano. Qui fondò il ramo americano della sua azienda, l'Atlantic Aircraft Corporation. Nel 1927, si sposò a New York con Violet Fokker Austman che morì misteriosamente causa una caduta dalla loro suite d'albergo. Antony Fokker morì quarantanovenne a New York nel 1939 a causa di una meningite pneumococcica, dopo tre settimane di malattia.